# Wide Bay Highway

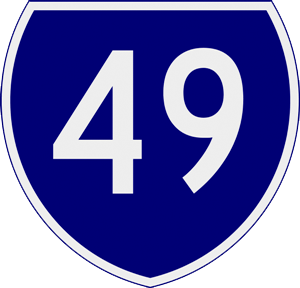
Wide Bay Highway

La Wide Bay Highway est une route située dans l'État du Queensland, en Australie.
C'est une route relativement courte, d'environ 45 kilomètres, de direction est-ouest reliant Goomeri à Gympie. La route relie la Burnett Highway à la Bruce Highway. La route continue à l'ouest de Goomeri par la Bunya Highway, qui relie Goomeri à Dalby. Elle passe par les localités de Goomeri, Kilkivan et Woolooga.

Carte de la Wide Bay Highway